# Примирение и освобождение
Примирение и освобождение (Кутла аль-Мусалаха ват-Тахрир; в момент основания — партия «Иракское отечество») — секуляристский правый блок, придерживающийся как иракского, так и арабского национализма. Образован в 1995 году в Иордании иракцами, высланными из страны по указу Саддама Хусейна. В состав партии входил зять президента Ирака Хусейн Камель. Блок поддерживает дружественные связи с влиятельным племенем джубур, выходцем из которого являлся лидер партии в 1995—2008 годах Мишаан Аль-Джубури. Союзниками «Примирения и освобождения» выступают бывшие участники баасистского движения, которым партия способствовала во вторичном приобретении гражданства Ирака после падения режима Саддама Хусейна в 2003 году.
В отличие от большей части суннитских организаций, приняла участие в парламентских выборах 2005 года, удостоившись 31 тысячи голосов, согласно которым получила одно место в Национальной ассамблее Ирака, однако уже в декабре того же года она завоевала три места в Совете представителей.
23 апреля 2008 года наравне с партией Аль-Ватан вошла в организацию Иракское арабское согласие Абдул-Карима Абтана аль-Джубури, состоящую в Иракском национальном движении.